# Dietz von Thüngen

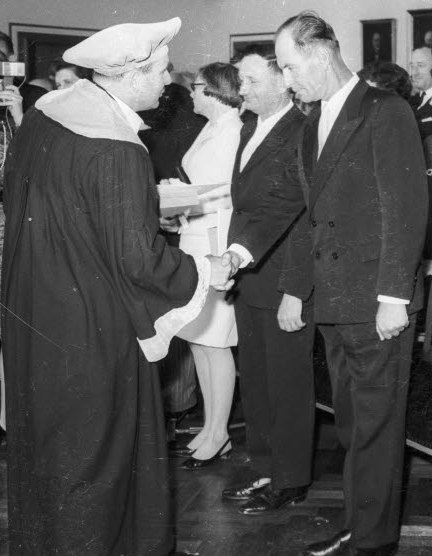
Dietz von Thüngen (re.) bei der Verleihung des Justus-von-Liebig-Preises (1967)

Dietz Freiherr von Thüngen (* 1. Juni 1894 in Thüngen; † 31. Oktober 1973 in Würzburg) war ein deutscher Landwirt und Politiker (Deutsches Landvolk, Kampffront Schwarz-Weiß-Rot).

## Leben und Wirken
Thüngen entstammte dem alten fränkischen Adelsgeschlecht der von Thüngen und ist genealogisch Dietz XII. Seine Eltern waren Hans Karl von Thüngen (1851–1926), bayrischer Kämmerer sowie Major a. D., und Julia Gräfin von Giech-Thurnau (1854–1927). Er wurde evangelisch erzogen und besuchte bis 1909 das Gymnasium in Schweinfurt, danach, wie sein Zwillingsbruder Lutz, die Ritterakademie am Dom Brandenburg.
Ab August 1914 nahm von Thüngen als Angehöriger des 1. Bayerischen Ulanenregiments in Bamberg am Ersten Weltkrieg teil. 1915 wurde er mit dem Bayerischen Verdienstkreuz mit Schwertern, später mit dem Eisernen Kreuz beider Klassen ausgezeichnet.
Von 1919 bis 1922 studierte von Thüngen an den Universitäten Jena und München. Danach übernahm er die Bewirtschaftung des Familiengutes in Unterfranken. Von 1930 bis 1932 gehörte er als Abgeordneter des Deutschen Landvolkes dem Berliner Reichstag an. Daneben war er Präsident des Bayerischen Landbundes, Mitglied im Vorstand der Deutschen Landwirtschaftsgesellschaft, Mitglied des Vorstandes der Bayerischen Landesbauernkammer und Mitglied im Arbeitsausschuss des Landwirtschaftlichen Kreisausschusses Unterfranken. Am 3. Juli 1959 wurde er mit dem Bayerischen Verdienstorden ausgezeichnet.
Dietz von Thüngen war seit 1922 mit Mathilde Prinzessin von Stolberg-Roßla verheiratet, Tochter aus zweiter Ehe des Botho zu Stolberg-Roßla und der Prinzessin Hedwig zu Isenburg und Büdingen in Büdingen (1863–1925). Das Paar Thüngen hatte fünf Töchter. Der Politiker Sebastian von Rotenhan ist ein Enkel.

## Schriften
- Möglichkeiten und Grenzen der Selbsthilfe in der Landwirtschaft. Zwei Vorträge. Frankfurt am Main 1957 (zusammen mit Emil Woermann).